# Holmgrenia intricata
Holmgrenia intricata là một loài rêu trong họ Entodontaceae. Loài này được Hartm. Lindb. mô tả khoa học đầu tiên năm 1863.